# Kapucijnenklooster (Breda)

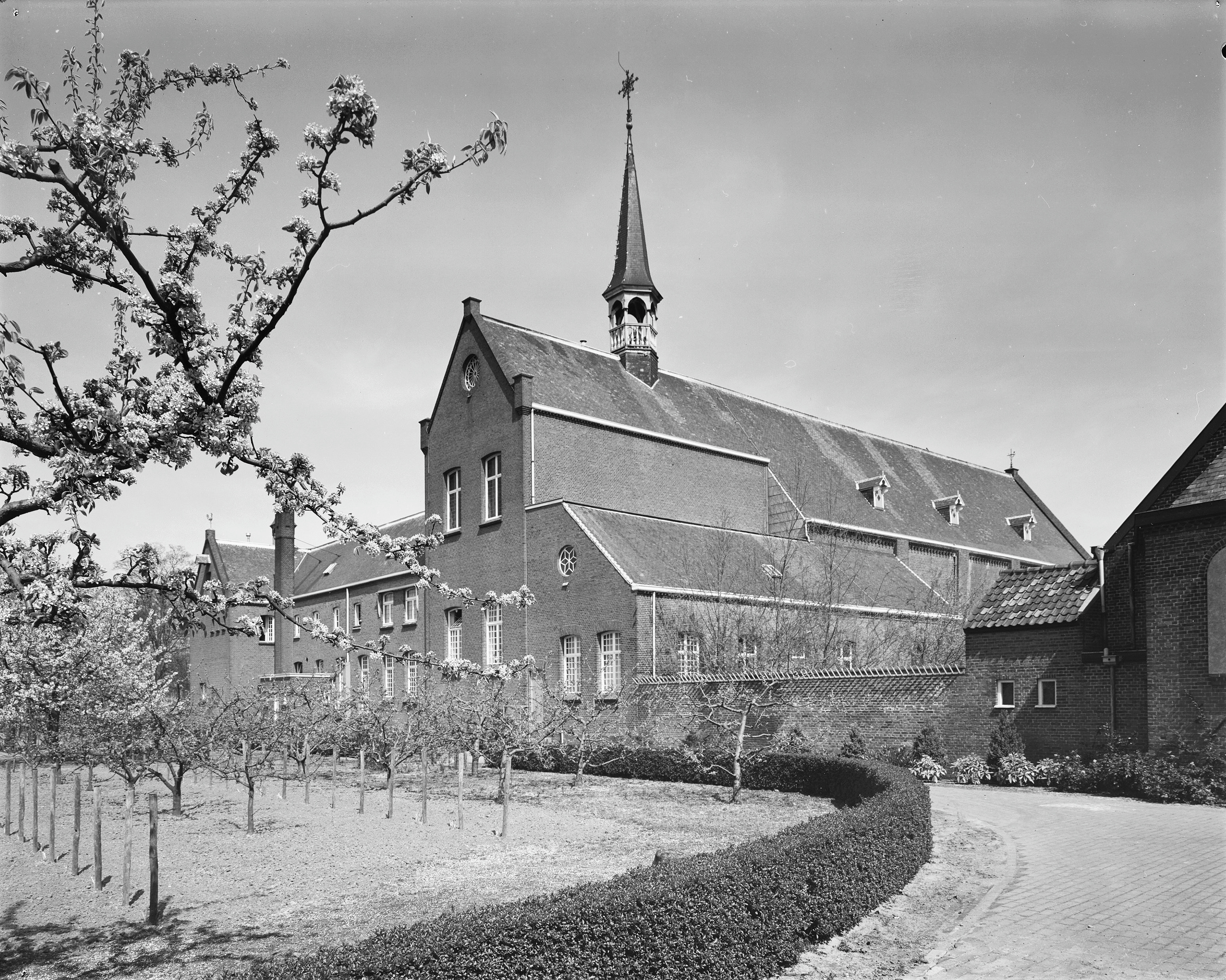
Kapucijnenklooster

Het Kapucijnenklooster is een voormalig klooster in de Noord-Brabantse stad Breda, gelegen aan de Schorsmolenstraat 13.

## Geschiedenis
Het eerste kapucijnenklooster te Breda ontstond in 1625, nadat de Spaanse veldheer Ambrogio Spinola de stad had ingenomen. In 1637 werden de kapucijnen weer verdreven nadat Frederik Hendrik de stad had heroverd. Zij trokken naar Meersel-Dreef, waar opnieuw een kapucijnenklooster werd gesticht.
In 1887 kwamen er weer kapucijnen naar Breda, afkomstig uit Meersel-Dreef. Zij stichtten een klooster en hielden zich bezig met werk onder de minstbedeelden en de woonwagenbewoners.
In 2013 verlieten de laatste monniken het klooster om zich weer in Meersel-Dreef te vervoegen.

## Gebouw
Het betreft een sober bakstenen complex in carrévorm met een vleugel ingenomen door de kloosterkerk die aan Sint-Fidelis is gewijd. Het klooster kwam gereed in 1889 en werd ontworpen door Adriaan van den Wijngaard, met de kloosternaam pater Justinus.
Ook de Sint-Fideliskerk is sober. Hij wordt overkluisd door een tongewelf en bezit neoromaanse stijlelementen.Op het koor bevindt zich een dakruiter. Het kerkmeubilair is in neobarokke stijl van einde 19e eeuw.